# 北尾裕一
北尾 裕一（きたお ゆういち、1956年7月 - ）は、日本の実業家。クボタの取締役、常務、専務、副社長を経て代表取締役社長。

## 経歴
兵庫県生まれ。1979年 (昭和54年) 、東京大学工学部船舶工学科卒業。
当時はオイルショックの影響で造船関連の採用がなく、久保田鉄工 (後のクボタ)に入社。入社以降、一貫してトラクター畑を進む。2005年、トラクター技術部長。 2009年、執行役員トラクタ事業部長。2011年、クボタトラクターコーポレーション社長。2013年、常務執行役員農業機械総合事業部長。2015年、取締役専務執行役員。2019年、副社長執行役員機械事業本部長兼イノベーションセンター所長。2020年1月より代表取締役社長。2023年6月より日本水道工業団体連合会会長。

## 経営
- 社長就任直後に新型コロナウイルス感染症が拡大し、世界各地の工場・販売において影響が出た[2]。

- インドにおいては世界の全トラクター約140万台のうち、約80万台を占めることから同国でのシンプルで安価なトラクターの製造に期待している[2]。

- 米国のジョン・ディア、ヨーロッパ大手のCNHインダストリアルを激しく競争する相手と見做している[2]。

## 逸話
ドラマ「下町ロケット」で主人公のいる佃製作所とライバル会社がバルブの技術で争う場面において、ライバル会社のものはかつて北尾が設計したものであり、負けてしまった。理由は「部品点数が多かったから」。